# Jean Sigismond Ehrenreich de Redern Bernsdorf
Le comte Sigismond Ehrenreich Johann de Redern, né le juillet 1761 à Berlin et mort le 7 avril 1841 à Weinheim, à la Bergstraße, est un gentilhomme, diplomate, spéculateur, collectionneur d'art et écrivain franco-allemand.

## Biographie

### Famille
Redern est issu du margraviat de Brandebourg et de Poméranie, dans ce qui sera plus tard la Prusse. Il est né le 18 juillet 1761 à Berlin, second fils du comte prussien (Dienst stehenden Grafen) Sigismund Ehrenreich von Redern, et de son épouse Marie Jeanne de Horguelin (18 septembre 1727 à Paris - 1er janvier 1788 à Berlin). La plus jeune sœur, Sophie Eleonore Charlotte (4 novembre 1765 - 8 janvier 1842) s'est mariée le 15 février 1790 avec le comte Friedrich Leopold de Stolberg.
Sigismund Ehrenreich Johann von Redern s'est marié à partir de 1808, en premier mariage, avec l'écrivain Henriette de Trémolet de Montpezat (1739-1827) et en second mariage, à partir de 1831 avec Alexandra Pauline Émilie, baronne de Pahlen (1794-1846), à partir de 1842, une Oberhofmeisterin à Weimar.

### Vie
Beau parleur et éloquent, le deuxième fils du comte de Redern, a étudié le droit à l'Université de Leipzig. Après être passé par l’ambassade de la cour de Saxe à Madrid, Jean Sigismond est ambassadeur du roi de Prusse à Londres (de), de 1790 à 1792. Après la mort de son Père, il hérite, en 1790, en vertu d'un pacte successoral, du Standesherrschaft de Königsbrück (de) paternel, son frère aîné, Guillaume Jacob reçoit le Manoir de Cosel.
En raison de différends avec son employeur, il est congédié en 1792, et il décide de prendre sa vie en tant que particulier, en Europe et à l'étranger.
Il vend le Standesherrschaft de Königsbrück, en 1795, à Georg Werner August Dietrich von Münster (de). De 1793 à 1796, vivant à Florence, Sigismond prend ensuite sa résidence permanente, à partir de 1806 dans le château de Flers (Orne) nouvellement acquis. En France, il a aussi, en Picardie, un héritage considérable de terres par sa mère. Il est naturalisé français en 1811, par un décret spécial. Après la séparation d'avec son partenaire d'affaires Claude-Henri de Rouvroy de Saint-Simon, en 1812, il s'essaye à la conversion du château de Flers en exploitation agricole, avec de nouvelles méthodes de culture et d'élevage. Une carrière politique en France ne réussit pas, car en 1815, malgré le soutien de Jean-Denis Lanjuinais et Marie-Joseph Motier, marquis de La Fayette, il ne peut s'établir comme député libéral du département de l'Orne. Une position de monopole désirée dans le commerce du fer est contrecarrée par la concurrence. Il retourne alors en Allemagne en 1815, et vend ses terres françaises en 1820.
Parallèlement à son activité d'homme d'affaires Sigismond, va se consacrer à la constitution d'écrits philosophiques, au magnétisme animal et à sa collection d'art. Redern est décédé en 1841, dans la résidence d'été qu'il avait emménagé à côté d'une maison de ville à Mannheim, l'été 1840. Son intérêt s'était porté dernièrement sur la botanique.

## Les spéculations du comte
À l'époque de son activité en Espagne, en tant que diplomate saxon, en 1788, Redern fait la connaissance du Marquis Henri de Saint-Simon, qui devrait recruter des soldats d'Espagne. Après présentation ultérieure, Saint-Simon a livré les idées, Redern l'argent. Redern, finance les spéculations de Saint-Simon sur les biens nationaux et les assignats. Aux enchères publiques de la propriété de l'église confisquée de 1791 dans la région de Péronne, dont l'intention était de départ était de procurer des terres a la population rurale, des hommes de paille s'approchèrent  du comte de Redern, et de Saint-Simon, en tant qu'acheteur. Ils achetèrent en société pour plusieurs millions de propriétés nationales dont ils n'avaient pas même payé le premier douzième lorsque le régime de la Terreur fut instauré et obligea Redern à quitter la France où il ne retourna qu'après la chute de Robespierre. Saint Simon qui avait été mis en prison, sortit à la même époque et tous deux réunirent leurs efforts pour rentrer dans la propriété des biens nationaux dont ils étaient déchus faute d'avoir acquitté le premier douzième. Ils y réussirent complètement et payèrent la totalité de l'acquisition avec des assignats quasi-démonétisés. Ce fut pour eux une fortune considérable et la liquidation qu'ils en firent peu de temps après ne produisit pas moins de 200 000 fr de rentes pour chacun d'eux. En 1799, les partenaires se séparent à cause de la prodigalité de Saint-Simon. Saint-Simon riposte en 1812 avec son  "Mémoire introductive de M. de Saint-Simon sur sa contestation avec M. de Redern, Alençon" paru  à Alençon et avec une traduction de L'Avare de Molière en allemand, dans lequel il donne à Hapargnon le nom allemand de "von Redern".
Saint Simon comme il le dit lui même abusa de tout expérimenta tout dans un luxe brutal et sensuel. Le comte de Redern resta propriétaire de l'hôtel des Fermes; il tira de gros profits par le morcellement et la division de ce vaste hôtel dont le nom seul est resté avec le souvenir de Saint Simon qui se ruina définitivement par les entreprises de voitures publiques; le comte de Redern après un long procès fit au « futur Dieu », 1 200 livres de rente viagère à peu près « la seule ressource qui lui resta indépendamment de l'encens qui tourbillonnait dans ses temples.» 
En 1806, Redern acquiert le château de Flers, bien d'émigré dans l'Orne, et le transforme en une exploitation agricole. Il l'occupe jusqu'en 1815. Redern poursuit une agriculture intensive, cultivant trèfle et avoine sur des terres en jachère inutilisées. Un élevage industriel, il voulait produire avec une volaille spécialement sélectionnée. En plus de son activité agricole, il fonde une usine de produits chimiques à Choisy. À partir de 1814, il s'installe dans le commerce intérieur-normand du fer et cherche une position de monopole régional. 
Moyennant la somme de 1 099 000 fr, il devient propriétaire, outre les châteaux de Flers et de Messei et plusieurs fermes et moulins, des deux grosses forges de Halouze et de Varenne et d'un domaine forestier de 2 858 hectares (forêts de Messei et de Halouze, avec droit d'exploitation des minières, bois de Larchamp...). Par achats successifs, il se retrouva en 1810 à la tête de toutes les grosses forges du Bocage ornais. Le 4 juillet 1807, Gabriel Collet lui avait vendu pour 70 112,50 fr  la forge de Champsecret ; le 2 février 1809, les sieurs Jenvrin et Hubert cédèrent la forge de Bagnoles pour le prix de 54 000 fr; la forge de Cossé à Saint-Patrice-du-Désert puis, en 1810, la forge de La Sauvagère qui n'est plus qu'une simple exploitation agricole, vinrent compléter ce patrimoine. Le comte de Redern est alors en 1810 le maître de forges le plus important du département. Au niveau national, il figure dans le groupe des maîtres de forges les plus fortunés avec un revenu estimé à 150 000 fr et un capital de 3 000 000 de francs.
Le comte de Redern écrit en 1814 deux mémoires contre l'importation des fers étrangers que les propriétaires et maîtres de forges de France ont présentés aux deux chambres; ces Mémoires ont été appréciés « non moins pour la manière dont le sujet principal était traité que pour les vues d'économie politique ». Candidat à la chambre des députés en 1813, le comte de Redern adresse au collège électoral de l'Orne, des considérations sur l'élection de 1815 dans lesquelles il s'attache particulièrement à faire sentir tous les dangers qui menaçaient la France si les partis ne se hâtent de se rallier à la charte et au roi. Le monopole a échoué en raison de la fusion de la concurrence. Après l'échec d'une candidature pour le Parlement régional du Département de l'Orne, Redern quitte la France en 1815.
Une dernière grande Spéculation de 1819 à 1827 avec des terres pour les émigrants allemands américains de Virginie et du Kentucky, sous la forme d'une fondation fondée par lui-même, la "Compagnie de Colonisation Américaine", occasionne à Redern des pertes considérables.

## Œuvres
À partir de 1790, avec le Comte Friedrich Leopold de Stolberg-Stolberg sont parent, Redern devient ami avec Klopstock et visite Goethe à Weimar.
Il publie à partir de 1814, des écrits politiques, philosophiques et historiques.
- Des modes accidentels de nos perceptions ou examen sommaire des modifications que des circonstances particulières apportent à l'exercice de nos facultés. Delaunay, Paris 1815.
- Abrégé historique de la grande émigration des Peuples barbares, et des émigrations principales arrivées dans l' Ancien Monde, depuis cette époque. de Mat, Bruxelles 1817.
- Analyse de l'ouvrage intitulé, Versuch einer Darstellung des animalischen Magnetismus, etc. (Du magnétisme animal, comme moyen curatif), par M. Kluge, professeur d'accouchement à l'École de médecine et de chirurgie à Berlin, imprimé à Vienne, en 1815, 511 pages : suivie de quelques réflexions. ohne Verlag, Paris 1818.
- De l'influence de la forme des gouvernements sur les nations, ou Fragment historique et politique. de Mat, Bruxelles 1817.
- Considérations sur la nature de l'homme en soi-même, et dans ses rapports avec l'ordre social, par le Cte de Redern. 2 Bände, Treuttel et Wurtz, Paris 1835.